# Droga krajowa nr 144 (Kostaryka)
Droga krajowa nr 144 (hiszp. Ruta Nacional Secundaria 144/Ruta 144) – jedna z dróg krajowych w Kostaryce. Znajduje się ona w prowincji Puntarenas.

## Opis
W prowincji Puntarenas droga krajowa nr 144 przebiega przez kanton Montes de Oro (przez dystrykty Miramar i San Isidro).